# نور عباس
نور عباس (من مواليد 20 حزيران/يونيو عام 1993 في تونس) هي لاعبة تنس تونسيّة. بزرت نور عبَّاس في عالم التنس حينما تُوجِّت بلقبٍ زوجيّ رسمي مُعترفٍ به من قِبل الاتحاد الدولي لكرة المضرب، كما وصلت في الأول من تشرين الثاني/نوفمبر 2010 إلى أفضلِ تصنيفٍ فرديٍّ لها حينما حلَّت في المرتبة 887 على المستوى العالَمي. بحلول الحادي عشر من حزيران/يونيو عام 2011 نجحت التونسيّة عباس في التقدم 64 مركزًا حينما احتلَّت المركز 823 عالميًا في تصنيف الزوجي. مثَّلت نور عباس المنتخب التونسيّ في كأس فيد ، وهي تملكُ رقما قياسيا في الفوز والهزيمة بلغ 16-5.

## نهائيات الاتحاد الدولي

### زوجي (1–1)
| البطولة              |
| -------------------- |
| بطولات 100،000 دولار |
| بطولات 75000 دولار   |
| بطولات 50،000 دولار  |
| البطولات 25000 دولار |
| بطولات 15000 دولار   |
| بطولات 10000 دولار   |

| النهائيات حسب السطح |
| ------------------- |
| ملعب صلب (0-1)      |
| ملعب ترابي (1–0)    |
| ملعب عشبي (0-0)     |
| ملعب سجَّاد (0-0)     |

| المركز        | التاريخ                    | البطولة                | الملعب     | الشريكة       | المُنافِستان                 | النتيجة النهائيّة |
| ------------- | -------------------------- | ---------------------- | ---------- | ------------- | -------------------------- | ---------------- |
| المركز الثاني | 30 تشرين الأول/أكتوبر 2009 | المنستير (تونس)        | ملعب صلب   | أنس جابر      | إليز تاميلا نيكول تيسن     | 1-6، 7-5، [4-10] |
| الفائز        | 23 تمّوز/يوليو 2011         | الدار البيضاء (المغرب) | ملعب ترابي | أجاتا باراسكا | خيمينا هيرموسو إيفيت لوبيز | 6-4، 6-2         |